# Pilosocereus floccosus
Pilosocereus floccosus ist eine Pflanzenart in der Gattung Pilosocereus aus der Familie der Kakteengewächse (Cactaceae). Das Artepitheton floccosus bedeutet ‚voll Flocken, flockig, geflockt‘.

## Beschreibung
Pilosocereus floccosus wächst strauchig oder baumförmig mit einem deutlichen Stamm, ist manchmal oberhalb der Basis verzweigt und erreicht Wuchshöhen von 1 bis 5 Metern. Die aufrechten, graugrünen Triebe sind fein aufgeraut und weisen Durchmesser von 5 bis 11 Zentimetern auf. Es sind 4 bis 8 Rippen vorhanden. Die undurchsichtigen Dornen sind anfangs gelblich braun oder rötlich und vergrauen später. Die 3 bis 6 aufsteigenden bis abstehenden Mitteldornen sind 0,8 bis 2,5 Zentimeter (selten bis 5 Zentimeter) lang. Die aufsteigenden bis ausgebreiteten 5 bis 16 Randdornen sind 2 bis 25 Millimeter lang. Der blühfähige Teil der Triebe ist sehr deutlich ausgeprägt. Er ist in der Nähe der Triebspitze dicht bis ringförmig cephalienartig ausgebildet. Aus den Areolen dort entspringen 1,5 bis 2 Zentimeter lange, hellbraune oder graue, wollige Haare und bis zu 3,5 Zentimeter lange Borsten.
Die sich weit öffnenden Blüten sind 4 bis 5 Zentimeter lang und erreichen Durchmesser von bis zu 3 Zentimetern. Die niedergedrückt kugelförmigen oder seitlich zusammengedrückten Früchte weisen Durchmesser von 3 bis 5 Zentimetern auf, reißen seitlich nahe der Basis oder in der Nähe ihrer Spitze auf und enthalten ein leuchtend rotes Fruchtfleisch.

## Systematik, Verbreitung und Gefährdung
Pilosocereus floccosus ist im brasilianischen Bundesstaat Minas Gerais verbreitet.
Die Erstbeschreibung als Pilocereus floccosus erfolgte 1949 durch Curt Backeberg und Otto Voll, war jedoch ungültig. 1957 stellten Ronald Stewart Byles und Gordon Douglas Rowley die Art mit dem Ersatznamen Pilosocereus floccosus in die Gattung Pilosocereus. Ein nomenklatorisches Synonym ist Pseudopilocereus floccosus Buxb. (1968).
Es werden die folgenden Unterarten unterschieden:
- Pilosocereus floccosus subsp. floccosus
- Pilosocereus floccosus subsp. quadricostatus (F.Ritter) Zappi

Pilosocereus floccosus sowie die Unterart Pilosocereus floccosus subsp. floccosus wurden in der Roten Liste gefährdeter Arten der IUCN von 2002 als „Near Threatened (NT)“, d. h. gering gefährdet und die Unterart Pilosocereus floccosus subsp. quadricostatus als „Vulnerable (VU)“, d. h. gefährdet, eingestuft. Nach der Überarbeitung der Liste 2013 wird die Art als „Least Concern (LC)“, d. h. als nicht gefährdet geführt und die beiden Unterarten aus der Liste ausgeschlossen.

## Nachweise